# Дождевальная техника
Дождевальная техника — сельскохозяйственная техника, предназначенная для дождевания — способа орошения, при котором вода распределяется в воздухе над поверхностью поля. К дождевальной технике относят оросительные сети на полях, дождевальные машины, установки, агрегаты и другое оборудование для полива.

## Классификация дождевальной техники

### Основные типы
По способу перемещения и способу создания напора выделяют дождевальные установки, машины и агрегаты.
- Дождевальная установка — устройство без самоходных опор, вода подаётся по напорной оросительной сети насосными станциями[1]. Могут быть стационарными и передвижными (вручную или с помощью средств механизации[1]).

- Стационарная дождевальная установка — оросительная система из стационарных трубопроводов, дождевальные механизмы которых могут орошать любую часть территории. Сеть может располагаться под землёй или над землёй на высоких опорах. Стационарные установки всегда готовы к поливу и не требуют переносок, но требуют чрезмерно высоких затрат на строительство, а аппаратура загружается не эффективно;
- Передвижная дождевальная установка — монтируется на месте полива и только на время полива. Такие установки загружаются наиболее эффективно, так как используются весь оросительный период. Несколько повышенные эксплуатационные расходы окупаются огромной экономией на строительстве. Могут перемещаться с позиции на позицию как вручную, так и средствами механизации (с помощью тракторов, трубоукладчиков).
- Полустационарная дождевальная установка — с быстроразъёмными трубами, устанавливаемыми на орошаемом участке на весь период полива.

- Дождевальная машина — состоит из самоходных опор на механическом, электрическом или гидравлическом приводе. Напор создаёт насосная станция[1].
- Дождевальный агрегат — состоит из самоходной опоры и насосного агрегата, создающего необходимый напор. Агрегат навешивается на трактор и работает в движении[1]. Иногда дождевальные агрегаты рассматриваются как подтип дождевальной машины[1][3].

### Классификация Б. М. Лебедева
В своих последних трудах Б. М. Лебедев подразделял дождевальное оборудование на следующие типы:
- Дождевальные установки — установки с переносными трубопроводами (перемещаемые вручную, с помощью тракторов или специальных двигателей); установки с разборными трубопроводами (перемещаемые при помощи специальных трубоукладчиков); стационарные дождевальные системы; полустационарные дождевальные установки с быстроразъёмными трубами.
- Дождевальные машины — самоходные машины с механическим, гидравлическим или электрическим приводом, в том числе многоопорные; дальнеструйные тракторные прицепные и навесные машины; двухконсольные дождевальные агрегаты.
- Стационарные насосные станции — насосные станции, монтируемые постоянно в специальном помещении.
- Передвижные насосные станции — насосные станции для подачи воды в оросительную сеть дождевальных установок и машин или непосредственно в дождевальные установки и машины. К ним относят навесные и прицепные тракторные насосные станции; насосные станции с собственными двигателями; плавучие насосные станции.
- Стационарные трубопроводы — трубопроводы, уложенные ниже пахотного слоя и работающие только в летний сезон, или трубопроводы, уложенные ниже уровня промерзания. Оборудованы гидрантами для присоединения дождевальной техники.
- Разборные передвижные трубопроводы с быстроразъёмными муфтами — подводят воду к дождевальным установкам и машинам или подают воду в каналы, откуда она забирается дождевальными машинами или передвижными насосными станциями для подачи в дождевальные установки.

### По величине напора
Российские авторы выделяют установки, работающие при:
- высоком напоре — более 5 атм.;
- среднем напоре — от 3 до 5 атм.;
- медленном дождевании — от 2,5 до 3 атм.;
- низком напоре — от 1,2 до 2,5 атм.;
- очень низком напоре — от 0,5 до 1,2 атм.

В США дождевальные устройства подразделяются на:
- Гидравлические или гигантские (дальнеструйные) — работающие при напоре 5,6-8,4 атм.;
- Высоконапорные — при напоре 3,5-7,0 атм.;
- Средненапорные — при напоре 2,1-4,2 атм.;
- Умеренного напора — при напоре 1,05-2,1 атм.;
- Низконапорные — при напоре 0,35-1,05 атм.;
- Низконапорные, установленные под деревьями, с низким углом разбрызгивания — 0,7-1,05 атм.;
- Перфорированные трубы — 0,28-1,4 атм.

## Классификация рабочих органов
Необходимая составная часть установки, машины или агрегата — рабочий орган, который также называется дождевателем (иногда данный термин применяется по отношению ко всему дождевальному устройству). Рабочий орган выполняет заключительную операцию процесса орошения — преобразование водного потока в дождевые капли и их распределение по орошаемой площади.
По дальности разбрызгивания рабочие органы (а также и устройства, на которых они смонтированы) делят на:
- короткоструйные;
- среднеструйные;
- дальнеструйные.

Это одна из важнейших характеристик, так как она определяет расстояние между трубопроводами и дождевальными устройствами. Однако эта градация условна.
По величине напора могут делиться на:
- низконапорные (короткоструйные);
- средненапорные (среднеструйные);
- высоконапорные (дальнеструйные).

При другом подходе на:
- низконапорные (до 30 м или 2,9 атм.);
- высоконапорные (свыше 30 м или 2,9 атм.).

По характеру процесса образования дождя их разделяют на две группы: веерные (дефлекторные) и струйные. К рабочим органам относятся:
- Дождевальный аппарат — рабочий разбрызгивающий орган, не имеющий подвижных частей (обычно для дальнеструйной или среднеструйной техники).
- Дождевальная насадка — рабочий разбрызгивающий орган с подвижными элементами (обычно для короткоструйной техники). Существуют насадки различных конструкций[4]:

- Дефлекторные;
- Половинчатые;
- Щелевые;
- Центробежные.

## Примеры дождевальных установок
- ДДА-100
- ДДН-70 и ДДН-100
- ДКШ-64 «Волжанка»
- ДМ «Фрегат»